# Alexej Alexejevič Abrikosov
Alexej Alexejevič Abrikosov (Алексей Алексеевич Абрикосов; 25. června 1928, Moskva – 29. března 2017, Palo Alto) byl ruský (resp. dříve sovětský) fyzik a nositel Nobelovy ceny za fyziku (2003) za přínos v oblasti supravodičů.
Supravodiče II. typu nemohou být popsány pomocí teorie BCS. Teprve Abrikosov vytvořil teoretický popis těchto supravodičů. Jeho práce je schopna pomocí parametru uspořádání matematicky popsat, jak externí magnetické pole proniká materiálem a chování materiálu při zvyšování intenzity tohoto pole.